# Sikorsky S-34
Die Sikorsky S-34 war ein Mitte der 1920er Jahre gebautes sechssitziges Amphibienflugzeug des US-amerikanischen Herstellers Sikorsky Manufacturing Co. Sie war das erste von Sikorsky entworfene Flugboot bzw. Amphibienflugzeug, von dem aber nur ein einziges Exemplar hergestellt wurde.

## Geschichte
Die S-34 wurde im November 1926 fertiggestellt und erhielt das Kennzeichen (N)X883. Die übliche konstruktive Auslegung von Flugbooten dieser Zeit war die Doppeldeckerbauweise, während Sikorsky einen Hochdecker entwarf, dessen Tragfläche mit Streben auf dem Rumpf befestigt war. Eine weitere Neuerung waren die anstelle von Stützschwimmern eingesetzten Tragflächenstummel an beiden Rumpfseiten sowie ein gegen den Rumpf klappbares Fahrwerk. Die beiden Wright-J-4-Triebwerke saßen auf der Tragflächenoberseite. Sikorsky führte mit der S-34 auch den für alle frühen Sikorsky-Flugboote charakteristischen von der Tragfläche ausgehenden und gegen den Rumpf abgestützten rohrförmigen Heckträger mit einem Doppelleitwerk ein.
Die S-34 ging bereits bei ihrem ersten Flug wegen Triebwerksproblemen verloren, als sie nach einer Notwasserung versank. Der Pilot Collier und Igor Sikorsky, der als Beobachter an Bord war, konnten gerettet werden. Sikorsky entwickelte die Konstruktion weiter und stellte einige Monate später die S-36 vor.

## Technische Daten
| Kenngröße             | Daten |
| --------------------- | --- |
| Besatzung             | 1 |
| Passagiere            | 5 |
| Länge                 | 10,37 m |
| Spannweite            | 15,38 m |
| Nutzlast              | 725 kg |
| Reisegeschwindigkeit  | 144 km/h |
| Höchstgeschwindigkeit | 178 km/h |
| Dienstgipfelhöhe      | 4600 m |
| Reichweite            | 580 km |
| Triebwerke            | 2 × Wright J-4-Neunzylinder-Kolbenmotoren mit je 200 PS, die am Boden einstellbare Zweiblatt-Propeller antrieben |